# Mingo Bile
Mingo Bile, właśc. Régio Francisco Congo Zalata (ur. 15 czerwca 1987 w Luandzie) – angolski piłkarz grający na pozycji obrońcy. Od 2023 roku jest zawodnikiem klubu Primeiro de Agosto.

## Kariera klubowa
Karierę piłkarską Mingo Bile rozpoczął w klubie Primeiro de Agosto ze stolicy Angoli Luandy. W 2005 roku zadebiutował w jego barwach w pierwszej lidze angolskiej. W klubie tym grał do końca roku, a na początku 2006 roku odszedł do Desportivo Huíla. W 2008 roku wrócił do Primeiro de Agosto.

## Kariera reprezentacyjna
W reprezentacji Angoli Mingo Bile zadebiutował w 2010 roku. W 2012 roku został powołany do kadry na Puchar Narodów Afryki 2012.